# Afriqiyah Airways
Az Afriqiyah Airways egy állami tulajdonban lévő légitársaság, székhelye a líbiai Tripoliban található.  A 2011. február 17-én kezdődő forradalom előtt belföldi járatokat üzemeltetett Tripoli és Bengázi között, valamint nemzetközi menetrend szerinti járatokat folytatott több mint 25 országban Európában, Afrikában, Ázsiában és a Közel-Keleten. Az Afriqiyah Airways fő bázisa a Tripoli Nemzetközi Repülőtér, és a légitársaság az Arab Légi Szállítók Szervezetének tagja.

## Története

### Alapítás és feltörekvés: 2001-2011
Az Afriqiyah Airways 2001 áprilisában jött létre, és a menetrend szerinti járatokat 2001. december 1-jén kezdte meg. Teljes mértékben a líbiai kormány tulajdonában van. 287 alkalmazottal rendelkezik (2007. március). A légitársaság a Boeing 737–400 repülőgéppel kezdte meg működését. Az olasz Blue Panorama légitársaság a líbiai kormánnyal közösen alapították a légitársaságot.  

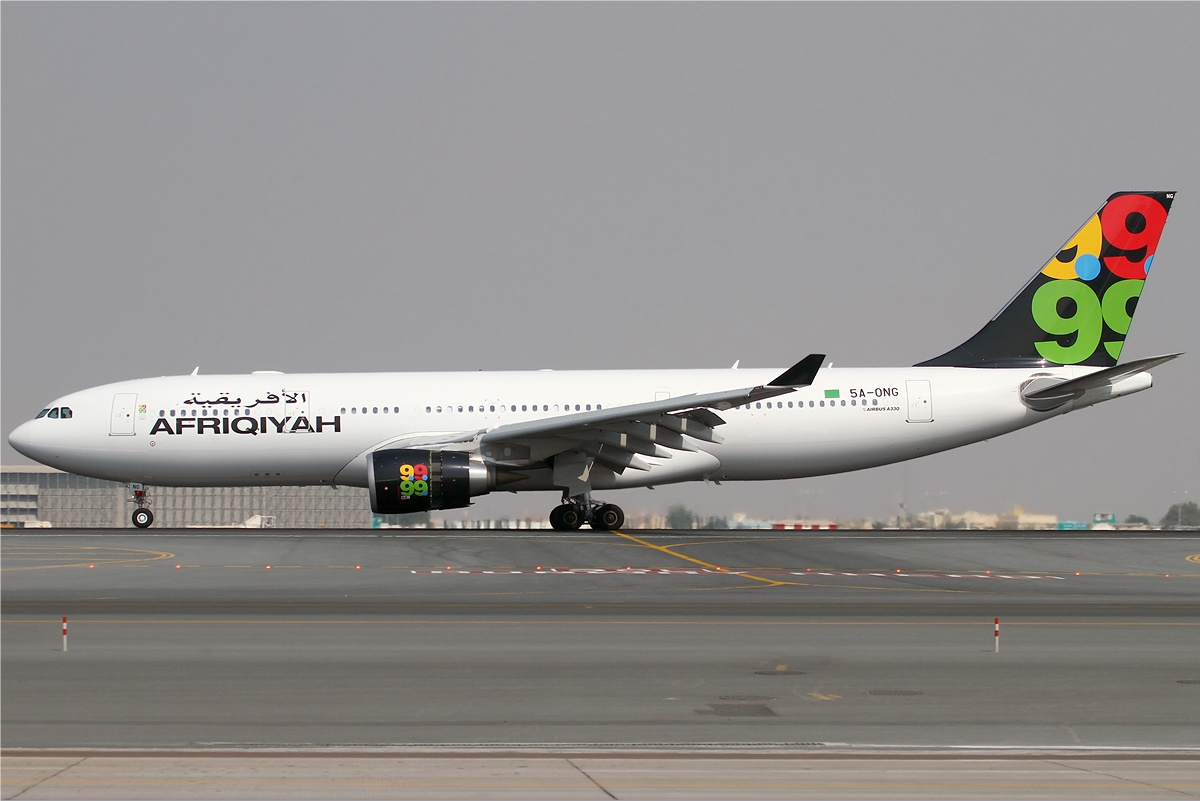
Airbus A330

A légitársaság 120 millió USD bevételt generált 2006-ban. 
Az Afriqiyah Airways egy szerződést írt alá hat Airbus A320, három Airbus A319, valamint három Airbus A330-200-as megvásárlására. Az első A319-et 2008. szeptember 8-án adták át.
Az új A320-as és A319-es üzembe helyezése után az Afriqiyah új útvonalakat hozott létre a tripoli bázisától tizenhét célállomásig Észak-, Nyugat-, Közép-Afrikában és a Közel-Keleten, valamint olyan európai rendeltetési helyekre, mint Párizs, Brüsszel, London, Róma és Amszterdam.  
Három A330-as repülőgépet, amelyeket 2009-ben szállítottak le, új útvonalak megnyitása után hasznosították Dakka, Johannesburg és Kinshasa felé. 2010 télen két új útvonalat nyitottak meg a légitársaság hálózatában - Pekinget és Nouakchott.  

### Felfüggesztetett műveletek: 2011
A líbiai polgárháború következtében az Afriqiyah Airways összes repülési műveletét 2011. március 17-én befejezte. 
Az Egyesült Nemzetek Szervezetének határozatának 17. pontja kifejezetten megtiltotta légi közlekedést Líbiában. Ezt meg kellett volna szüntetni, amikor az Afriqiyah Airways 2011. szeptember 22-én hivatalosan nem szankcionálták és a líbiai nyilvántartásba vett repülőgépeknek ismét engedélyezni kellett volna az uniós légtérbe való belépést.  Ez nem történt meg, és 2013. március 5-ig ilyen enyhülést nem jelentettek be, és a líbiai nyilvántartásba vett repülőgépek továbbra is ki vannak tiltva Európából, még akkor is, ha a légtérben repülnek. A Tripoli - Isztambul útvonalon tovább kell kelet felé haladni, keresztül Alexandria fölött, amely egy-egy órát ad hozzá az ágazati időhöz. Az Afriqiyah Airways bejelentette, hogy várhatóan az év végére folytatja a Tripoli és London közötti járatokat, a megfelelő légi szállítási és biztonsági engedélyek kiadása mellett, az A320 berendezés használatával. A repülések azonban 2012. július 3-án nem folytatódtak.

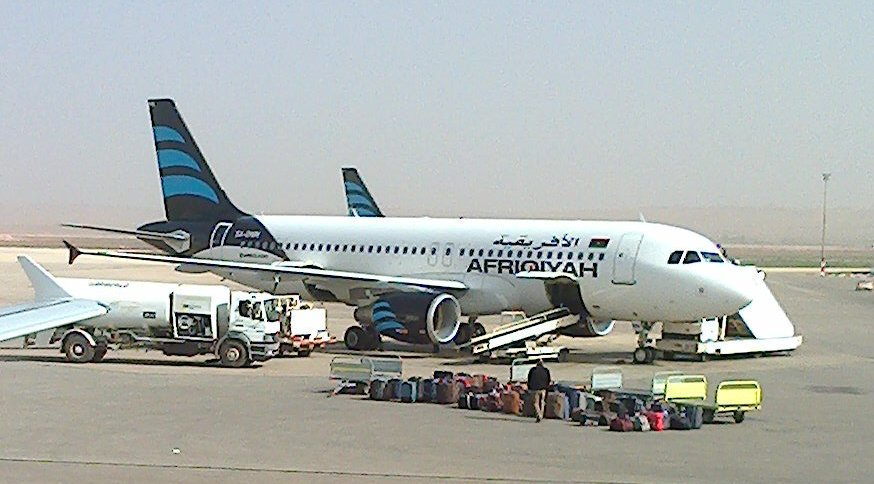
Airbus A320-200-as új festéssel

### A háború utáni szolgáltatások újjáépítése: 2012-től
A háború után, az Afriqiyah Airways 2012. november 12-én kifejezte megújult optimizmusát a jövőre nézve, amikor is növelte az A350-es repülőgépekre vonatkozó rendelését. A szállítások várhatóan 2020-ban kezdődnek, és a légitársaság azt tervezi, hogy a repülőgépeket új útvonalakon hasznosítja az Egyesült Államokba, a Közel-Keletre és Ázsiába.  
2012. december 19-én a légitársaság nyilvánosságra hozta új repülőgép arculatát.
A légitársaság központja, a Tripoli Nemzetközi Repülőtér 2014. július 13-án bezárásra került. Ezért a jelenlegi központja a Mitiga Nemzetközi Repülőtér.

## Úticélok
2016 augusztusától az Afriqiyah Airways egy kis hálózatot üzemeltet Észak-Afrika, valamint Isztambul célállomásaira. A polgárháború kitöréséig még több úti célt szolgált Afrikában, Ázsiában és Európában.

## Flotta
2019. augusztusától  az Afriqiyah Airways flottája a következő repülőgépekből áll:
| Repülőgép         | Szolgálatban | Rendelés |
| ----------------- | ------------ | -------- |
| Airbus A319–100   | 2            | -        |
| Airbus A320–200   | 7            | -        |
| Airbus A330–200   | 2            | -        |
| Airbus A330–300   | 1            | -        |
| Airbus A350–900   | -            | 10       |
| Airbus A300–600RF | 1            | -        |
| Összesen          | 13           | 10       |

## Kapcsolódó szócikk
- Légitársaságok listája